# Бородицкая, Людмила Ароновна
Людмила Ароновна Бородицкая (род. 24 марта 1949, Сталино) — концертмейстер Донецкой областной филармонии, композитор, педагог. Заслуженная артистка Украины (1999).

## Биографические ведомости
Родилась в 1949 году в городе Сталино.
Закончила Донецкое музыкальное училище, после чего в 1972 году окончила в Донецкий музыкально-педагогический институт (класс С. В. Савари).
С 1975 года работает концертмейстером Донецкой филармонии, со временем стала ведущим концертмейстером филармонии.
В 1990-х годах начала заниматься композиторской деятельностью, прежде всего написанием песен, первую свою песню она написала 1997 году. С того времени стала автором более сотни песен и романсов. Песни Людмилы Бородицкой хорошо известны в Донецке, где автор живёт и работает. Наиболее известными произведениями можно назвать песню «Город надежды и славы» (Песня о Донецке), «Вы мне нужны», «Бульвар Пушкина», «Лесное озеро».
Вместе с супругом, известным донецким певцом, заслуженным артистом Украины А. Юхновым, занимается педагогической работой.

## Звания
Дипломант Всеукраинского конкурса (1987) и 5-го международного конкурса «Золотые трембиты» (1992).
В 1999 году удостоена звания «Заслуженная артистка Украины».
В 2022 году награждена Грамотой Министерства культуры Донецкой Народной Республики — за добросовестный труд и высокий профессионализм